# Trifolium fragiferum
Trifolium fragiferum је зељаста вишегодишња биљна врста из породице Fabaceae.

## Опис
Вишегодишња биљка с пузећим, разгранатим столонима. Стабло је голо, али се могу наћи и кратке длаке. Дугачко је углавном од 10 до 20 cm. Попут столона, стабла су исто пузећа и граната те се на чворовима укорењавају. Листићи су јајасти, елиптични и нежни. Лисне плоче немају жлездане тачке или љуске. Дужине око 1-2 cm и ширине од 4-14мм на дршкама има један лист по чвору дуж стабљике од 5-15 cm. Проналазимо залиске који опкољавају стабло. Велики су и ланцетастог облика.
На врховима стабла се налазе главице лоптастог облика, усправне или лучно повијене. Главице су многоцветне, подбочене инволукрумом од повезаних спољашњих брактеја.
Цветови 5-7мм дуги. Након цветања ницу оборени наниже. Чашица је цеваста, одозго длакава, слабо двоусната, зелена а касније црвенкаста. Зупци чашице ланцетасто шиљасти, горњи раширени и исте дужине као чашица. Након цветања горња половина је надувена попут мехура, са мрежастим нервима. Цветови и листови поседују 20 нерава.
Круница 6мм дуга, светлоружичасте боје и двоструко дужа од чашице. Махуна спљоштена, опкољена увећаном чашицом и кожаста са 1-2 семена. Семе је бубрежастог облика, жуте боје са браонкастим мрљама. 
Плод је сув, али се не цепа када сазре.
Лисне плоче немају жлездане тачке или љуске
Биљни сок: је бистар и воденаст. 

## Станиште
Најчешће се може наћи на ливадама, поред путева у урбаним срединама и често на сланим земљиштима. Карактеристична је велика бројност у ареалу у ком се налази. 

## Распрострањење
Широко распрострањена по Европи, Северној Африци, западној Азији, на Мадери и Канарским острвима. 
1. 1 2 3 4  Јосифовић, Младен (1972). Флора СР Србије IV том. Београд: Српска Академија наука и уметности.
2. 1 2  „Trifolium fragiferum — strawberry clover”. Go Botany.